# Niou-Iork
Pour les articles homonymes, voir New York (homonymie).
Niou-Iork (en ukrainien : Нью-Йорк, New York), appelée Novhorodske (en ukrainien : Новгородське) ou Novogorodskoïe (en russe : Новгоро́дское) de 1951 à 2021, est une commune urbaine de l'Oblast de Donetsk, dans l'est de l'Ukraine, à 37,9 km au nord-nord-est du centre de la ville de Donetsk. Niou-Iork est administrativement subordonnée à la ville de Toretsk, située à environ 10 kilomètres au nord de Niou-Iork. En 2024, sa population était estimée à 1 940  habitants .

## Toponymie
La première mention officielle du nom de New York (Нью-Йорк) date de 1859, lors du recensement du gouvernement de Iekaterinoslav, partie de l'Empire russe.
L'existence de New York est donc avérée. Mais l'origine du nom reste un mystère qui fait l'objet de nombreuses légendes locales. Il pourrait provenir d'un entrepreneur ou dignitaire local qui se serait établi aux États-Unis, qui serait (re)venu des États-Unis ou qui aurait eu pour compagne une Américaine originaire de New York, la « grande pomme » américaine. Une autre explication fait référence à la ville de Jork, actuellement dans le nord de l'Allemagne, d'où auraient pu provenir des colons mennonites. L'historien local Viktor Kovalov estime ainsi que le nom de la localité aurait ainsi pu correspondre à « Neu Jork » (nouvelle Jork) et évoluer avec le temps, voire faire l'objet d'une erreur de translitération de l'alphabet latin au cyrillique. Il est toutefois à noter que l'implantation des mennonites est officiellement datée à 1889. Le nom New York lui est antérieur. Une autre piste rappelle que les noms à évocation européenne étaient fréquents dans la région au XIXe siècle. On trouve sur les cartes d'époque une "ferme suisse" près de Droujkivka ou encore un hameau baptisé "Carthage" aux alentours de Soledar. L'historien Viktor Kovalov n'exclut pas non plus la possibilité d'une plaisanterie.
Le 19 octobre 1951, dans le contexte de la guerre froide, un oukaze du præsidium du Soviet suprême de la république socialiste soviétique d'Ukraine ordonne le changement de nom en Novhorodske (littéralement traduit par « nouvelle ville »)
À partir du début de la guerre du Donbass au printemps 2014, les autorités locales, de concert avec des collectifs citoyens, entreprennent de retrouver le nom historique de la localité. Dans la vague de changements de nom requis par les lois dites de «  décommunisation » de 2015, le conseil municipal valide le retour à New York,. Les autorités régionales et nationales ne l'ont pas acté pendant de nombreuses années à cause, entre autres, du statut spécial qui échoit aux villes situées dans la zone de guerre.
La demande de changement de nom de la localité en New York soumise par l'administration civilo-militaire de l'oblast de Donetsk est approuvée par le comité du Parlement ukrainien sur l'organisation du pouvoir de l'État, l'autonomie locale, le développement régional et l'urbanisme le 3 février 2021 (18 voix « pour » et 1 « contre »). Le 1er juillet 2021, le Parlement ukrainien a rebaptisé la ville en son nom d'origine New York.
Dans le contexte de l'invasion de l'Ukraine, la propagandiste russe Olga Skabeïeva a promis que les autorités russes renommeraient la ville de New York en Novogorodskoïe, la version russe de Novhorodske, après la conquête militaire de la ville.

## Géographie
La ville se situe au bord de la rivière Krivyï Torets, un sous-affluent de la rivière Donets, faisant partie du bassin versant du fleuve Don. Elle se trouve à une altitude de 106 mètres.

## Histoire
Des traces de peuplement datant de l'âge de bronze sont attestées par la découverte de tombes de pierre dans des monticules à proximité de New York. Cependant, l'emplacement du futur New York dans une région de steppe n'a pas encouragé à l'implantation durable de populations. L'actuel sud-est de l'Ukraine a longtemps été dénommé "Champs sauvages".

### XVIIIe siècle
A la fin du XVIIIe siècle, Catherine II de Russie achève la conquête de la région, construit de nouvelles villes et fonde l'entité administrative de Nouvelle Russie. Catherine II et ses successeurs invitent des colons allemands, en particulier des menonnites, pour développer les terres conquises. Après la destruction de la Sitch en 1775, des cosaques zaporogues et des mercenaires des Balkans s'implantent aussi dans la région afin de sécuriser les marches de l'empire. 

### XIXe siècle
Dans les années 1830, le tsar Nicolas Ier fait don d'un vaste territoire à l'aristocrate Pavel Nikolaïevitch Ignatiev. On ignore les modalités du développement de la région.
New York apparaît pour la première fois sur les cartes en 1846. Le recensement de 1859 confirme que la localité compte alors 13 ménages, 45 hommes, 40 femmes et une usine.
En 1889, des mennonites de la colonie de Chortitza (aujourd'hui Zaporijjia) acquièrent un lopin de terre et fondent une usine. Nommée d’après son propriétaire et ingénieur en chef, Jakob Niebuhr, elle est achevée en 1894. L’industrialisation de New York s’accompagne de la construction d’une ligne de chemin de fer nord-sud. Au tournant du XXe siècle, la colonie dispose de l'électricité, du télégraphe, d'une banque, d'un hôtel, d'une librairie, d'une école pour filles et pour garçons.

### XXe siècle
La prospérité de la ville est aussi entretenue par la présence d'ingénieurs français issus de l'école des Arts et Métiers au tournant du XXe siècle.
En 1916, New York est choisie pour abriter une nouvelle usine de production de naphtalène. Malgré la révolution de Février, l'usine entre en fonction en juillet 1917.

#### Entre deux guerres
Dans le cadre de la montée des tensions entre l'URSS et l'Allemagne nazie, puis de la Seconde Guerre mondiale, la plupart des Allemands mennonites sont rapatriés, expulsés, emprisonnés ou fusillés. Quelques-uns ont créé une colonie du nom de New York dans les années 1930 dans l'oblast de l'Amour,.

#### Seconde guerre mondiale
New York est occupée par les troupes allemandes de décembre 1941 à l'automne 1944. L'usine de machinerie Petrovsk (anciennement Niebuhr) est transportée et reconstruite au Kazakhstan soviétique. L'usine de phénol est déplacée dans la région de Moscou. Les deux usines sont implantées de nouveau à New York après le conflit.

### XXIe siècle

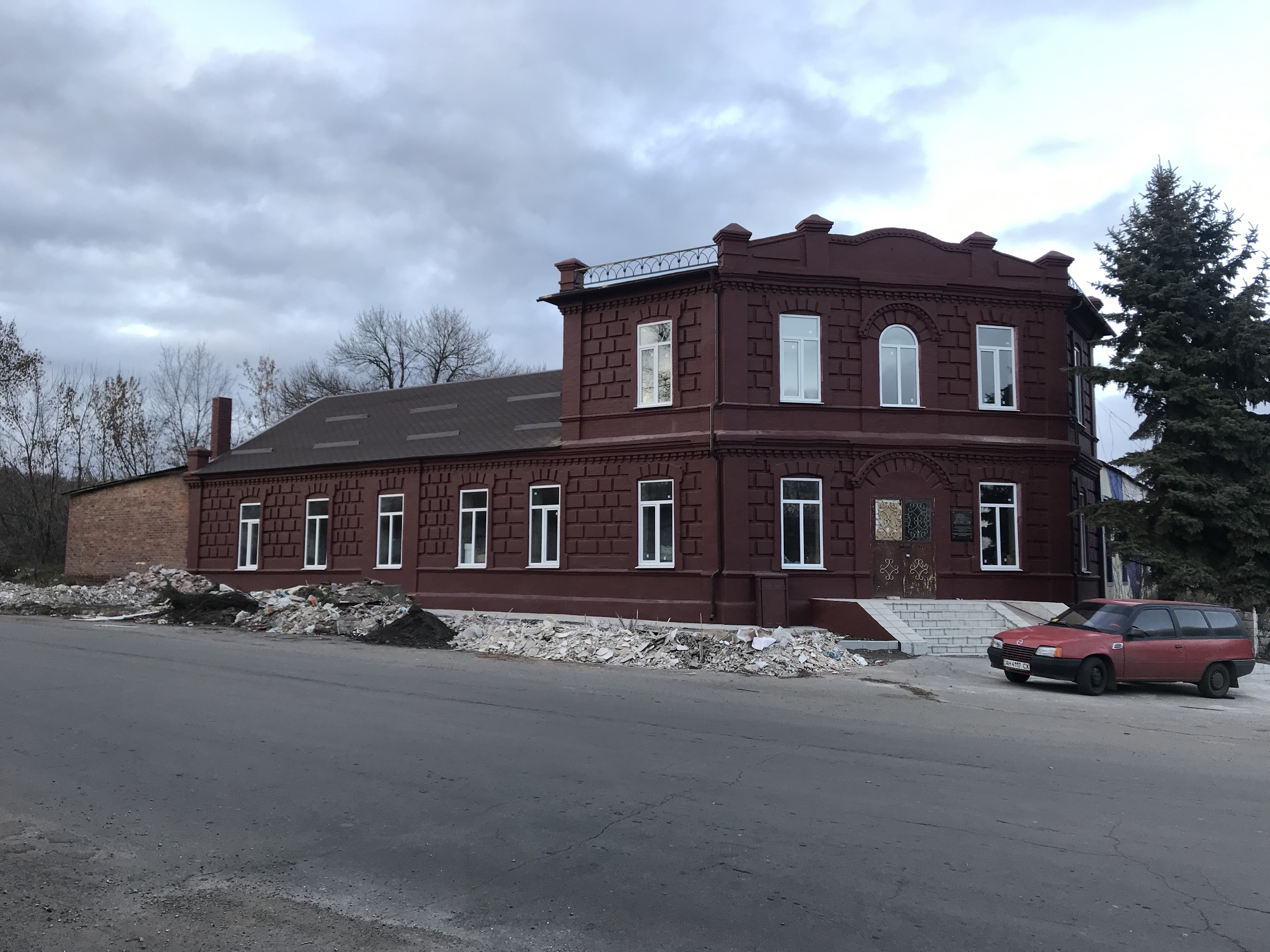
La maison allemande en cours de reconstruction en 2019, à New York, Donbass.

En 2019, une ancienne maison de la colonie allemande est restaurée et transformée en centre d'exposition, culturel et artistique.
En 2021, le vote de la Verkhovna Rada officialisant le changement de nom de la ville a lancé une vague d'évènements culturels. A l'initiative de l'écrivaine ukrainienne Victoria Amelina, le premier "festival de littérature de la New York ukrainienne" s'est tenu en octobre. Le "marathon de New York", inspiré de l'évènement américain, a rassemblé plusieurs dizaines de participants début novembre.

#### Guerre russo-ukrainienne
Dans le cadre de la guerre du Donbass, qui a débuté à la mi-avril 2014, New York a été occupée par les forces pro-russes et russes de début mai à fin juillet 2014. Les combats ont fait des victimes civiles et militaires. Le 8 novembre 2016, un civil a été tué par des bombardements. Selon le maire de l'époque Mykola Lenko, 16 habitants ont perdu la vie entre 2014 et 2021.
Lors de l'invasion de l'Ukraine, l'usine de phénol est bombardée le 5 avril 2022 et les habitants sont évacués.
Dans le cadre d'une offensive visant à capturer Toretsk, les troupes russes entrent dans New York le 3 juillet 2024 et avancent à l'intérieur de sa zone sud, atteignant la partie centrale de la ville le lendemain. Dans le même temps, la Russie progresse dans d'autres localités satellites voisines de Toretsk. 
Début août 2024, la 12e brigade spéciale « Azov » combat au milieu de la commune pour bloquer l'avancée russe.
Le 20 août 2024, l'armée russe revendique la prise de New York.

## Transports
La gare de Phenol est la gare ferroviaire de New York. Elle permet une liaison vers le nord jusqu'à Sloviansk et vers le sud jusqu'à Donetsk. La liaison sud est interrompue depuis 2014.

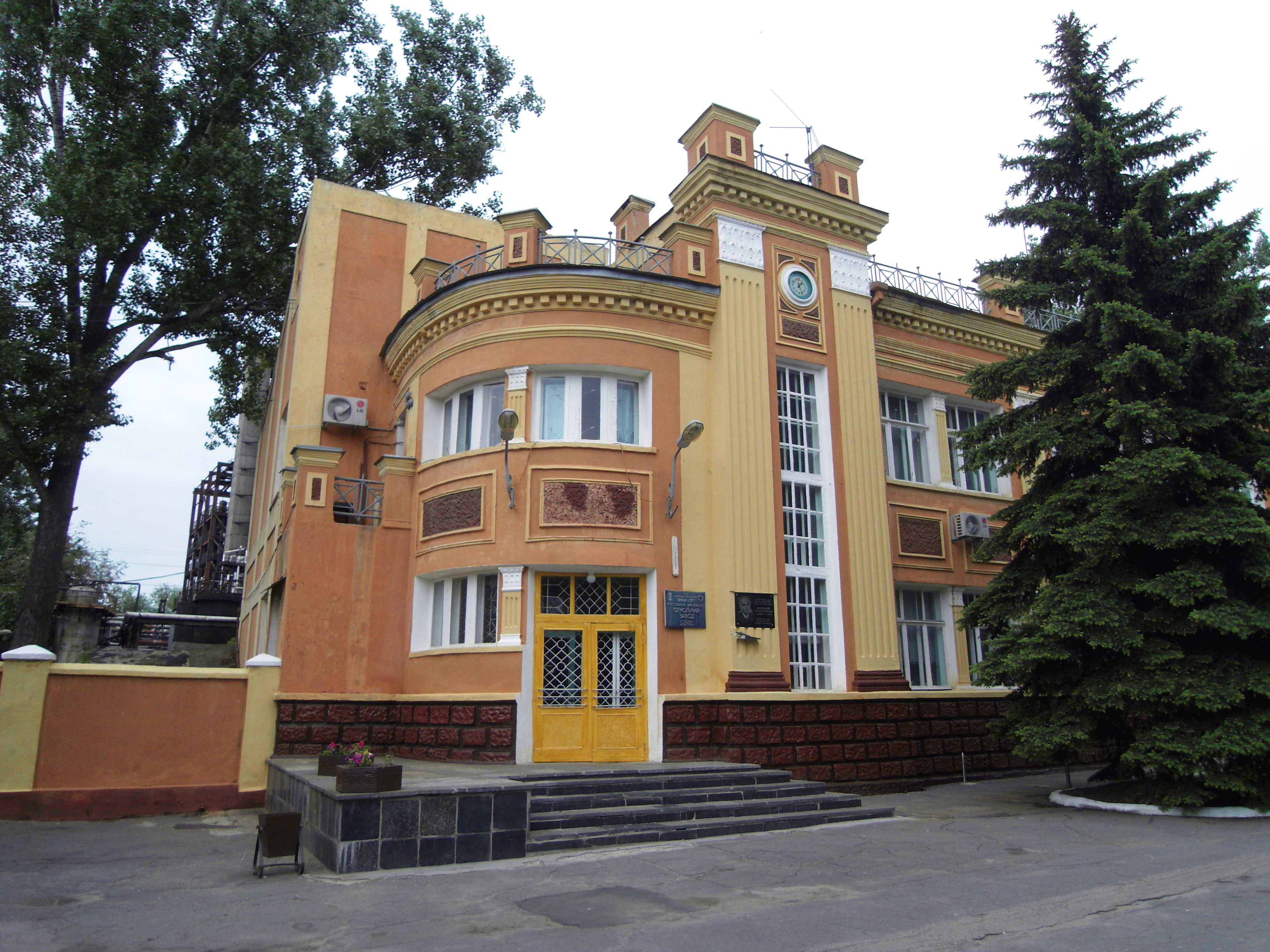
Usine de phénol de Dzerjinsk

.

## Démographie
A l'indépendance de l'Ukraine, en 1991, la population de New York était estimée à environ 20 000 habitants.
En 2021, elle était estimée à moins de 10 000 habitants par les autorités locales.
En 2022, la plupart des habitants ont fui ou ont été évacués dans le contexte de l'invasion russe de l'Ukraine.

Langue maternelle d'après le recensement ukrainien de 2001 :
- Russe 65,74 %
- Ukrainien 33,95 %
- Biélorusse 0,12 %
- Arménien 0,03 %
- Allemand et polonais 0,02 %
- Moldave 0,01 %